# Карибу (Мејн)
Карибу (енгл. Caribou) град је у америчкој савезној држави Мејн.

## Демографија
По попису из 2010. године број становника је 8.189, што је 123 (-1,5%) становника мање него 2000. године.
| Група             | 2000.         | 2010.         |
| Белци             | 7.983 (96,0%) | 7.826 (95,6%) |
| Афроамериканци    | 24 (0,3%)     | 35 (0,4%)     |
| Азијати           | 76 (0,9%)     | 56 (0,7%)     |
| Хиспаноамериканци | 38 (0,5%)     | 67 (0,8%)     |
| Укупно            | 8.312         | 8.189         |